# میشاییل باوباک
میشاییل باوباک (آلمانی: Michael Buback؛ زادهٔ ۱۶ فوریهٔ ۱۹۴۵) یک شیمی‌دان اهل آلمان است.